# Ludwig Burger
Pour les articles homonymes, voir Burger.
Ludwig Burger (né le 19 septembre 1825 à Cracovie, mort le 22 octobre 1884 à Berlin) est un peintre, graveur et illustrateur allemand.

## Biographie
Il étudie à l'Académie des arts de Berlin. Parmi ses dessins figurent des illustrations des fables de La Fontaine. Il travaille temporairement dans l'atelier du peintre Karl Wilhelm Kolbe le Jeune (de), est employé de 1846 à 1847 comme dessinateur dans une fabrique de cartes à jouer à Stralsund et entreprend en 1852 un voyage d'études à Anvers et à Paris. À Paris, il suit les cours de Thomas Couture. À partir de 1869 il se consacre à la peinture décorative, et il décore en particulier les murs et les plafonds de l'Hôtel de ville de Berlin.
Il a eu comme élève Franz Albert Jüttner.

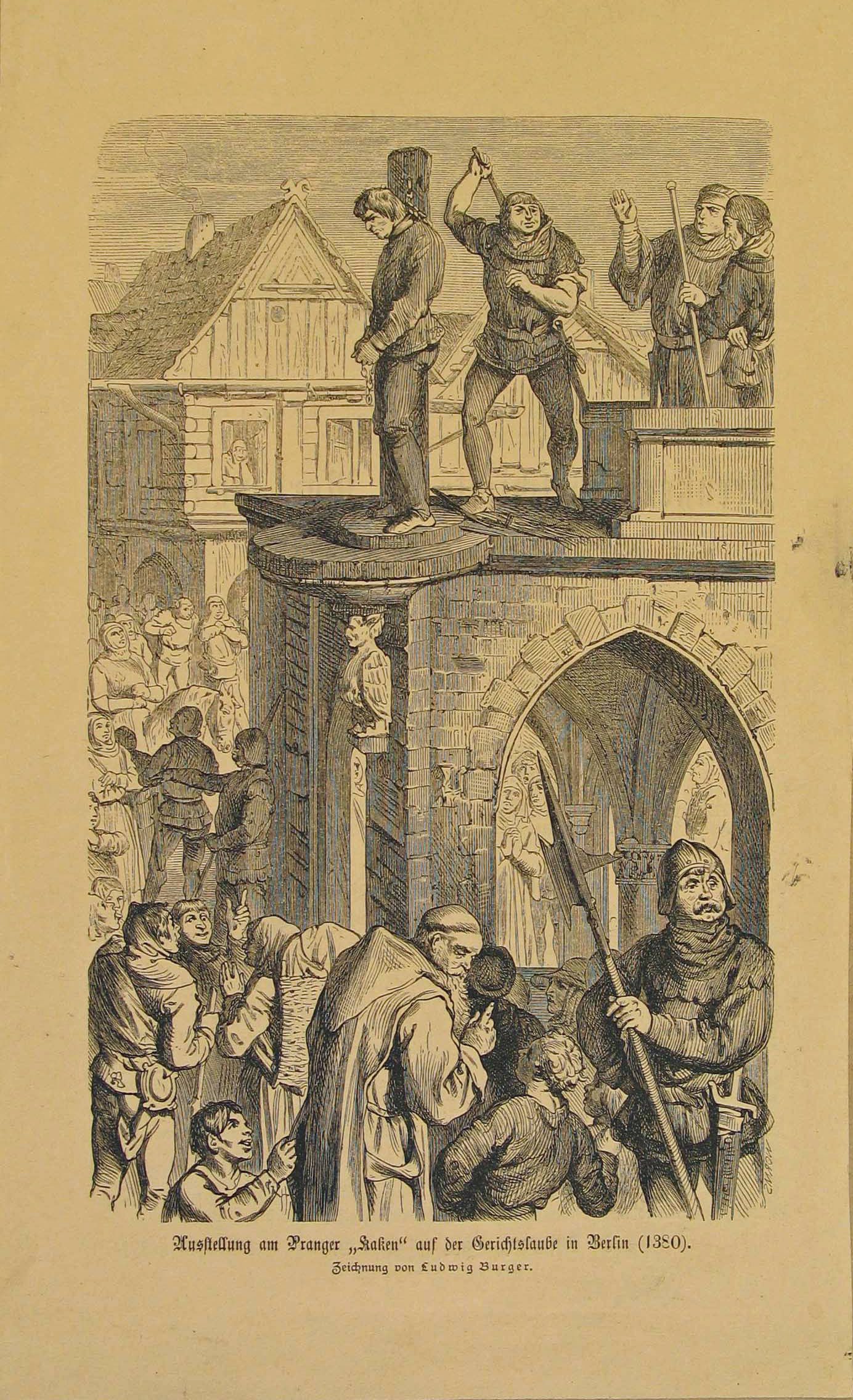
Gravure représentant une mise au pilori à Berlin en 1380
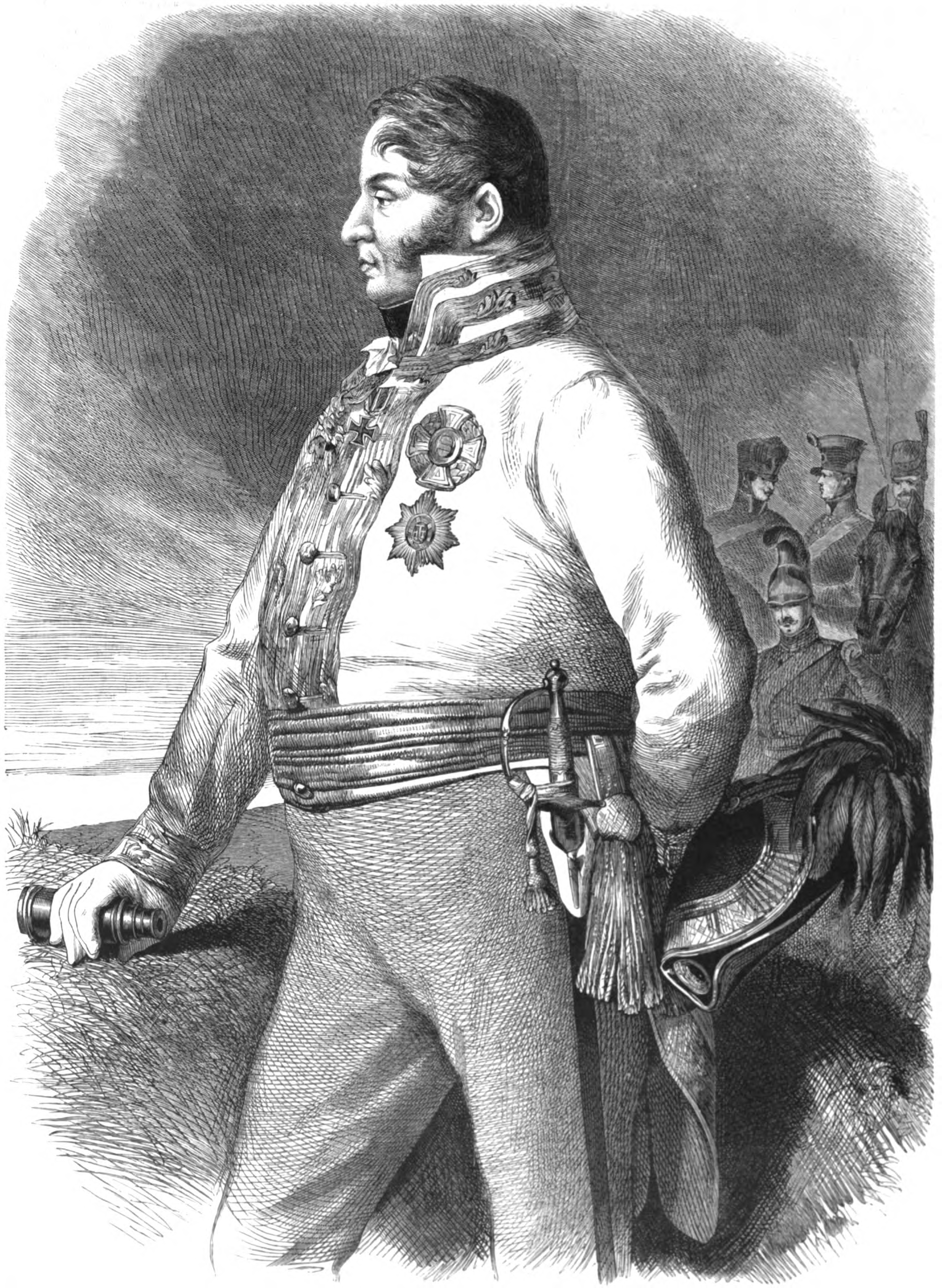
Philipp Schwarzenberg
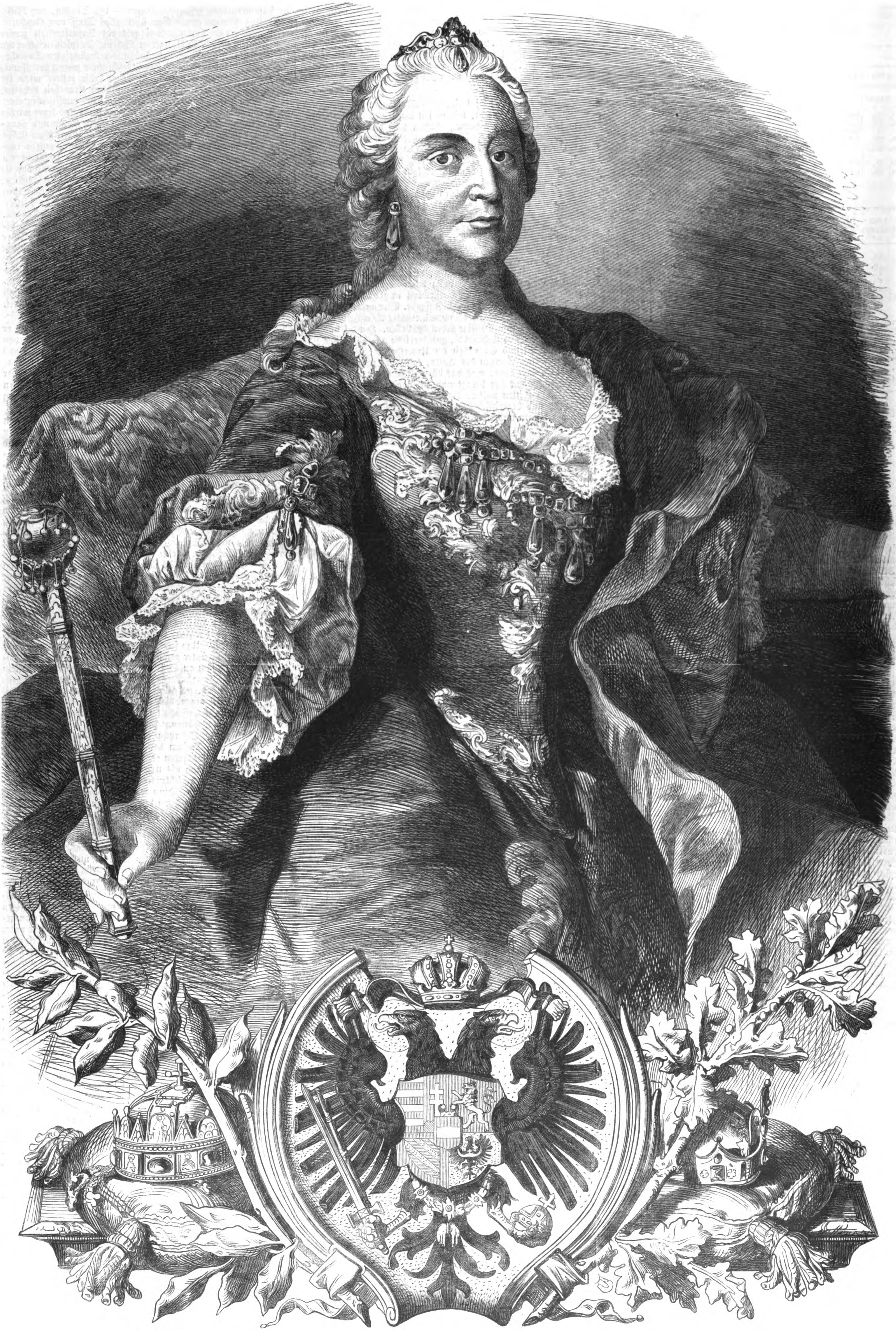
L'impératrice Maria Theresia en 1863